# Daniel Biveson
Daniel Biveson (Lidingö, 16 de diciembre de 1976) es un deportista sueco que compitió en snowboard. Ganó una medalla de plata en el Campeonato Mundial de Snowboard de 2001, en la prueba de eslalon paralelo.

## Medallero internacional
| Campeonato Mundial | Campeonato Mundial            | Campeonato Mundial | Campeonato Mundial |
| Año                | Lugar                         | Medalla            | Competición        |
| ------------------ | ----------------------------- | ------------------ | ------------------ |
| 2001               | Madonna di Campiglio (Italia) | Medalla de plata   | Eslalon paralelo   |